# Hendrikus Hubertus Janssen

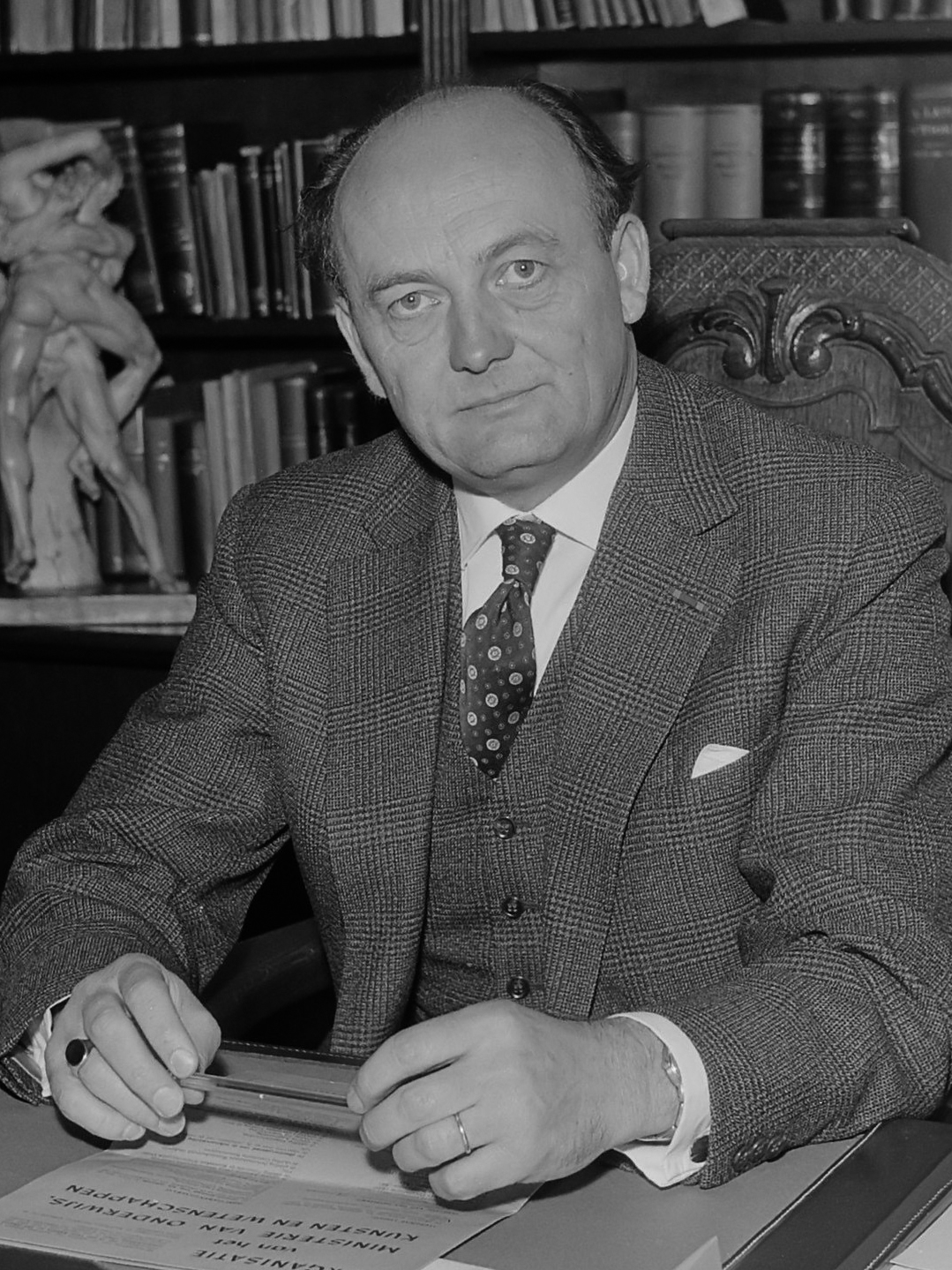
Hendrikus Hubertus Janssen (1962)

Hendrikus „Harry“ Hubertus Janssen (* 7. September 1910 in Swalmen, Provinz Limburg; † 3. September 1982 in Schijndel, Provinz Noord-Brabant) war ein niederländischer Klassischer Philologe, Hochschullehrer und Politiker der Katholieke Volkspartij (KVP), der unter anderem im Kabinett De Quay von 1962 bis 1963 Staatssekretär im Ministerium für Bildung, Kunst und Wissenschaft war. Als Staatssekretär war er insbesondere für die Primar- und Sekundarstufe sowie die Berufsbildung zuständig und spielte eine maßgebliche Rolle bei der Unterstützung des damaligen Ministers für Bildung, Kunst und Wissenschaft Jo Cals Sekundarschulgesetzes WVO (Wet op het voortgezet onderwijs), das wegen der Vielzahl an Fächern auch „Mammutgesetz“ (‚Mammoetwet‘) genannt wurde.

## Leben

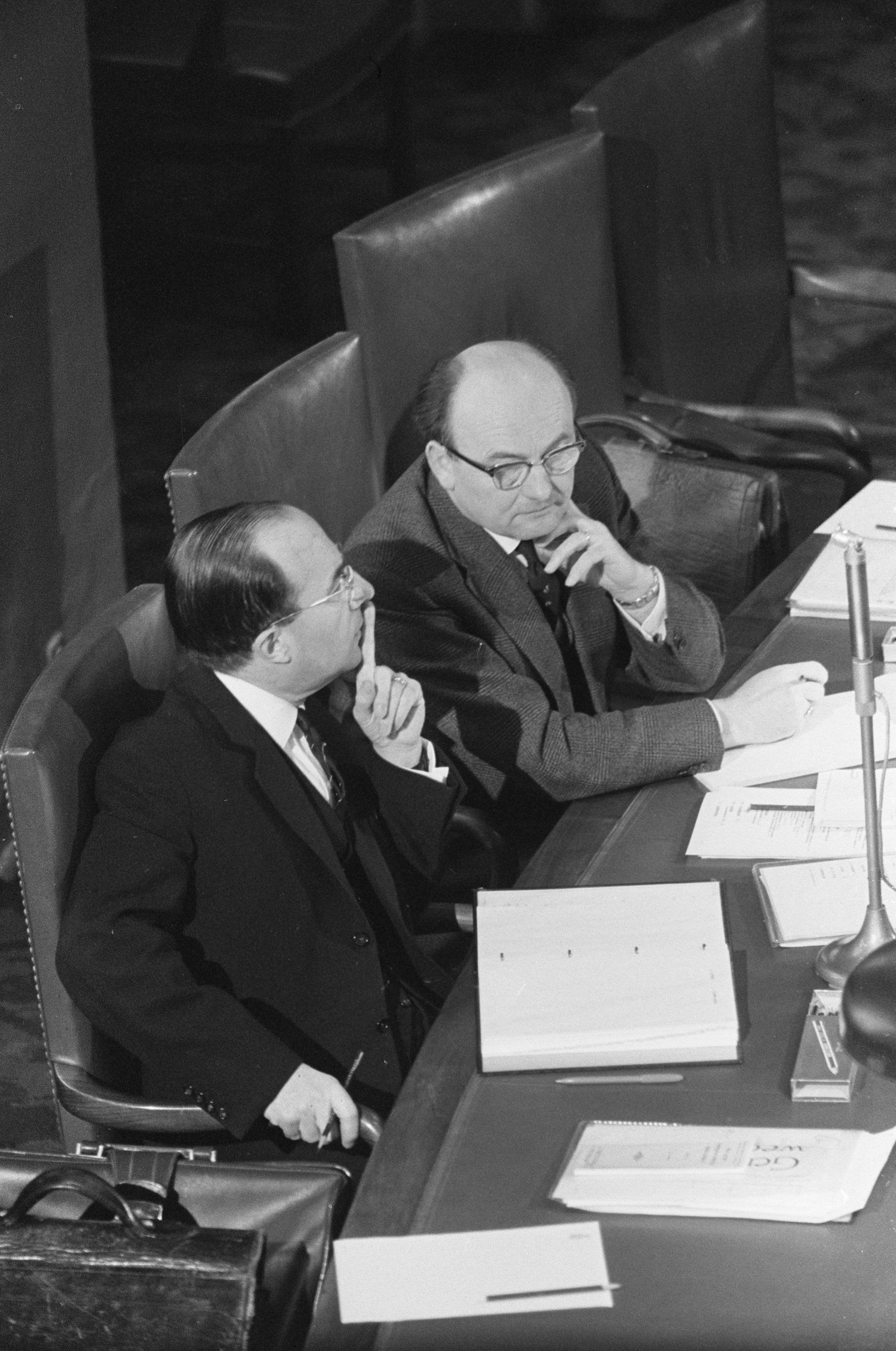
Staatssekretär Janssen mit Minister Jo Cals bei der Debatte über das Mammoetwet in der Ersten Kammer der Generalstaaten (5. Februar 1963).

Hendrikus „Harry“ Hubertus Janssen, Sohn eines Limburger Bauunternehmers, begann nach dem Besuch des am römisch-katholischen Internaat Bisschoppelijk College in Roermond 1929 ein Studium im Fach Klassische Philologie an der Katholieke Universiteit Nijmegen (KUN). Er war zwischen 1935 und 1938 als Griechisch- und Lateinlehrer an seiner alten Schule tätig, dem Bisschoppelijk College in Roermond, und legte 1938 seine Promotion mit der Dissertation Kultur und Sprache. Zur Geschichte der alten Kirche im Spiegel der Sprachentwicklung von Tertullian bis Cyprian ab. Im Anschluss war er vom 30. Mai 1938 bis September 1940 Dozent für griechische und lateinische Linguistik an der KNU. Im September 1940 übernahm er eine Professur für lateinische Sprache und Literatur an der Katholischen Universität Nijmegen und lehrte dort zunächst bis zum 1. Juni 1962. Zu seiner Inauguration hielt er eine Vorlesung zu den Merkmalen der römischen Dichtersprache.
Nach dem Tode des am 22. April 1962 verstorbenen bisherigen Staatssekretärs Gerard Stubenrouch übernahm Janssen im Kabinett De Quay am 4. Juni 1962 den Posten als Staatssekretär im Ministerium für Bildung, Kunst und Wissenschaft (Staatssecretaris van Onderwijs, Kunsten en Wetenschappen) und war als solcher bis zum 24. Juli 1963 zuständig für Primar-, Vorschul- und Sekundarbildung, Berufsbildung, sozialpädagogische Erziehung und Ausbildung der berufsschulpflichtigen Jugend.
Er spielte eine maßgebliche Rolle bei der Unterstützung des damaligen Ministers für Bildung, Kunst und Wissenschaft Jo Cals Sekundarschulgesetzes WVO (Wet op het voortgezet onderwijs), das wegen der Vielzahl an Fächern auch „Mammutgesetz“ (‚Mammoetwet‘) genannt wurde. Zusammen mit Minister Cals verteidigte er den Gesetzentwurf in der Ersten Kammer der Generalstaaten, des Oberhauses des niederländischen Parlaments (Generalstaaten). Er brachte zudem 1963 den Entwurf des Gesetzes über die Berufsausbildung (Wet op het leerlingwezen) ein, welches nach parlamentarischer Beratung 1966 im Staatsblad vom Staatssekretär im Ministerium für Bildung, Kunst und Wissenschaft Hans Grosheide veröffentlicht wurde.
Nach seinem Ausscheiden aus der Regierung übernahm Harry Janssen am 1. September 1963 wieder seine Professur für lateinische Sprache und Literatur an der Katholischen Universität Nijmegen und lehrte dort bis zum 1. Januar 1967. Danach fungierte er zwischen dem 1. Januar 1967 und dem 11. Januar 1975 als Vorsitzender des Akademischen Rates (Academische Raad), des nationalen Dachverbandes der Universitäten und Hochschulen mit beratender Funktion in universitären Angelegenheiten. Daneben war er Mitglied des Gemischten Ausschusses für die Umsetzung des niederländisch-belgischen Kulturabkommens. Für seine langjährigen Verdienste wurde er am 29. April 1957 Ritter des Ordens vom Niederländischen Löwen sowie am 27. Juli 1963 auch Kommandeur des Ordens von Oranien-Nassau.

## Veröffentlichungen
- Semantische opmerkingen over het oudchristelijk latijn. Openbare les gegeven op 3 oktober bij de aanvaarding het ambt van lector in de Griekse en Latijnse taalkunde. 1938
- Kultur und Sprache. Zur Geschichte der alten Kirche im Spiegel der Sprachentwicklung von Tertullian bis Cyprian. Dissertation Nijmegen 1938
- De kenmerken der Romeinse dichtertaal. Inaugurele rede uitgesproken bij de aanvaarding van zijn hoogleraarschap te Nijmegen. 1941
- Oscan and Umbrian Inscriptions with a Latin Translation. 1949
- Gedachten over het lijden in de Klassieke Oudheid en Christendom. Rede uitgesproken bij de viering van de 26e dies natalis van de Universiteit Nijmegen. 1949
- Historische grammatica van het Latijn. Deel 1. De klanken. 1952
- Latijnse letterkunde. Naar genre geordende geschiedenis van de Latijnse literatuur, 1956
- Historische grammatica van het Latijn. Deel 2. De vormen. 1957
- mit Aldo Lunelli, Wilhelm Kroll, Manu Leumann: La Lingua poetica latina. 1974, Neuauflage 1980, 3. Auflage 1988, 4. Auflage 2011